# 快脳!マジかるハテナ
『快脳!マジかるハテナ』（かいのう!マジかるハテナ）は、日本テレビ系列で2012年10月25日から2013年8月15日まで、木曜日19:00 - 19:56（『1900』木曜枠）に放送されていたクイズバラエティ番組。全24回。

## 概要
「クイズで頭を鍛えよう!」をコンセプトに、頭のキレやひらめき重視で家族一緒に楽しめる問題を続々と出題する。
2012年7月31日のIR説明会で『マジカルグランプリ（仮題）』の放送開始および番組コンテンツの日本国外販売を目指すことを発表。同年8月27日に放送名が『快脳!マジかるハテナ』になることが明らかになった。
1990年10月27日から1999年9月16日にかけて同局で放送されていた『マジカル頭脳パワー!!（以下マジカル）』のコンセプトを受け継いだ番組で、チーフプロデューサー、プロデューサー、演出は『マジカル』出身スタッフが担当する。
日本テレビは「単なる焼き直しではなく、データ放送とも連動する今らしい番組に」とコメントしており、番組と連動したスマートフォン向けのアプリケーションを配信している。なお、このアプリでの成績上位者の名前はスタッフロールに載る。
桝太一にとってはゴールデンタイムにおける初レギュラー番組となった。
2012年9月23日1:20 - 2:20と10月21日16:25 - 17:25には日本テレビ（関東ローカル）でパイロット番組が放送された（中京テレビ、読売テレビなどでも別の日時に放送）。
2013年8月15日放送分をもって、番組は終了した。

## 出演者

### 司会
マジかるMC
- 宮迫博之（当時雨上がり決死隊）

マジかるオペレーター
- 桝太一（当時日本テレビアナウンサー）

### 解答者
- 1枠：マジかるスペシャリスト
  - 蛍原徹（当時雨上がり決死隊）

レギュラー解答者。
- 7枠：ミスターマジかる
  - 千原ジュニア（千原兄弟）

当初は不定期出演で、2013年2月14日放送分より毎週出演。

- 準レギュラー・常連ゲスト解答者

（五十音順）
- 川口春奈
- 劇団ひとり
- 芹那
- 武井壮
- 出川哲朗
- 中田敦彦（オリエンタルラジオ）
- 濱田龍臣
- 福田彩乃
- 山瀬まみ

## ルール

### ルール（2012年12月まで）
問題の難易度や答えの正確性、答えるまでに要した時間によって得点が変わり、得点は20点単位で与えられる。獲得できる最高点は毎回変わる。
正解・不正解に関わらず、面白い解答や解釈の優れた解答には宮迫の裁量でボーナスポイントが加算される。逆に、ルールを逸脱した解答をした場合などには減点対象となる。
パイロット版では解答者の背後のパネルに赤（20点）・緑（2点）・青（1点）の「あっ玉」で得点が表示されていたが、レギュラー版では2012年11月29日放送分まで1個20点の赤・黄・緑・青の「あっ玉」が背後のパネルに表示されていた。各「あっ玉」の色は、それぞれ以下のような脳の能力を使う問題で獲得した点数を表していた。2013年1月17日放送分からは表示されなくなった。
- 赤：記憶引き出し力
- 黄：注意を払う力
- 緑：発想組み立て力
- 青：ボーナスポイント

下記のクイズが週替わりで出題され、通常放送では蛍原を含めた7人が個人戦でトップあっ玉（優勝）を目指して戦う。スペシャルでは団体戦も行われる。優勝者には東京タワーで使用されている巨大電球で作られた特製トロフィーが贈られる。さらに得点が1500点に達した場合は世界マジかるミステリーツアーに招待される。
最終問題までに500点以上獲得していない場合は失格となり、最終問題に参加出来ない。
初回は解答者の合計得点は終盤まで発表されなかったが、第2回は2問目以降に正解した際に解答者の合計得点が表示されるようになった（ボーナスポイント獲得時には表示されない）。しかしその後は中間発表という形で全員の点数を発表、上位のみ発表、一切発表せずに優勝者のみ最後に発表など放送回によって変わっていた。

### ルール（2013年1月以降）
2013年1月17日放送分からリニューアルが行われ、得点の呼称が『マジカル』と同じ「頭脳指数」になり、最終問題に参加できない前述のルールが廃止された。また居残り早押しクイズで得点がマイナスまで下がるクイズも出てきたため、全問題終了時点で合計ポイントがマイナスで終わるケースが出始めた。同日放送分の出川哲朗が初（-20点）。
ボーナスポイントのルールは1位抜けボーナス等、基本的に正解が早かった人に与えられるようになった(詳しくは後述)。

## 解答者席の配置
解答者席の色は画面左から1枠：紫■、2枠：橙■、3枠：緑■、4枠：赤■、5枠：水■、6枠：黄■、7枠：桃■となっている。
基本的な席順は1枠にレギュラー解答者の蛍原、2枠以降はゲストという形式。5枠には文化人（学者、作家、医師など）、7枠にはお笑い芸人が着く傾向にある。
2013年2月14日放送分からレギュラー解答者の蛍原は1枠、千原ジュニアは7枠で固定。ただしジュニアに関しては放送日によっては他枠への着席も見受けられる。
解答者席の配色は各解答者の発言テロップの色とも連動している。宮迫のテロップ色は青■、桝のテロップ色は黒■。

## クイズ

### 居残り早押しクイズ

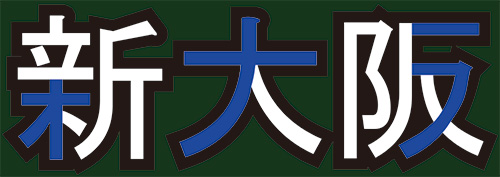
『新大阪』の漢字の中に「オ」「ナ」「ラ」という片仮名が隠れている。

先代の『マジカル』でも行われていた名物クイズ。
全員が起立、解答席のハードルがせり上がり解答者の左右両側に衝立が登場している状態で、VTRで出題される問題に早押しで答える。クイズは口頭で答える問題（○）と解答をモニターに書く形式の問題（□）がある。
VTRが始まると得点が表示。時間が経過してヒントが増えていくにしたがって点数が減っていき、最後には0点となる。お手つきのペナルティはない。正解すればその時点で表示されていた得点が入る。1人（2013年2月21日放送分からは2人）を残して全員が正解するか、問題の制限時間が終了するまで続けられ、正解できなければ得点は入らない。なお、ヒントはVTRだけではなく、MCからも口頭でヒントが追加される。
口頭で答える問題では解答者はヘッドホンを装着し、VTRがストップしている間は大音量で音楽が流れて他人の答えが聞こえないようになっている。解答権を得た者は、答える際にヘッドホンを外して答える。解答中は、正解を言った場合は音声を効果音に差し替えるとともに、パネラーの口元を円形のハテナマークで隠し、答えが発表されるまでは何を言ったのか視聴者に分からないように加工されている。
モニターに書く形式の問題はヘッドホンを使用しない。そのためルール上口頭での解答は禁止されている。
2013年1月17日放送分には-60点まで点数が減るクイズも登場していた。
2013年2月21日放送分より一部のクイズを除いてあらかじめ頭脳指数が固定され、先に正解した5人には一律でその得点が入るようになった。また2013年3月7日放送分より2連続1位抜けで通常の得点に加えボーナス50点、3連続1位抜けでボーナス100点というルールが追加された。さらに3月14日放送分より10問連続1位抜けで賞金100万円が進呈される。
2013年5月16日放送分からは表示頭脳指数の点数に1抜けは30点、2抜けは20点、3抜けは10点ずつ加算された。
2013年6月13日放送分からは1位抜けでボーナス50点のみとなり、連続1位抜けボーナスや2位抜け、3位抜けによる加点はなくなった。
共通あるものナーニ（2012年9月23日初登場）○
3つの物や場所の写真に共通して含まれているある物がハテナマークで隠して表示される。3枚の写真に共通して含まれている物は何かを当てる。
得点は260点からスタート。
マジかるワードシャウト（2012年9月23日初登場）○
順番に並べられた複数の単語を、ある文字から順番に読んでいくと浮かび上がってくる文章を答える。
得点は200点からスタート。
マジかる順番が大事!!（2012年9月23日初登場）○
ある物事をするために行う動作（動詞）が順番に表示されるので、何を行う為の一連の動作かを当てる。
得点は最大300点からスタート。
なぞなぞマークわかるかナ?（2012年11月1日初登場）○
『マジカル』の「マジカルペイント いち文字クイズ」をアレンジしたクイズ。頭文字となっているひらがな1文字と形、「上からの図」や「横からの図」といったヒントから何を表しているかを当てる。
得点は最大300点からスタート。
マジかるスポットライト（2012年11月8日初登場）○
カタカナで書かれた文章の一部分がスポットライトで照らされているのを見て、何と書かれているかを当てる。
最初は小さいスポットライトが1つ、途中から小さいスポットライトが2つになり、最後には大きいスポットライトで照らされる。
得点は最大280点からスタート。
もじもじトリック（2012年11月8日初登場）○
バラバラになった文字のパーツを使った問題。カメラが視点移動すると読めるようになる文字を答える。
得点は200点からスタート。
書き順バラバラ漢字（2012年11月15日初登場）□
書き順がバラバラに少しずつ完成していく漢字を見て、何の漢字かを当てる。
得点は220点からスタート。
漢字かくれんぼ（2012年11月15日初登場）○
漢字3文字が並んでいる中に隠されている文字（その漢字の一部分を使ったカタカナやひらがな）を探し、テーマとなっている言葉を当てる。
得点は最大220点からスタート。
後に「漢字かくれワード〜Gサーガスン〜」としてリニューアル。
マジかるどー分けた?（2012年11月29日初登場）○
『マジカル』の「あるなしクイズ」をアレンジしたクイズ。10個の単語がある法則に従って「○」と「×」に分けられるので、どういった法則で分けられているかを当てる。
得点は240点からスタート。
漢字かくれワード〜Gサーガスン〜（2013年1月17日初登場）□

街の看板や標識などの漢字の中に隠れている別の言葉を答えるクイズ。例えば「『新大阪』の漢字に隠れている恥ずかしい言葉」という問題では、「新」の中に「オ」、「大」の中に「ナ」、「阪」の中に「ラ」というカタカナが隠されているため、『オナラ』が正解となる。（図の青部分）
得点は最大120点からスタート。開始当初は解答を書いた後に口頭で答える形式だったが、後に解答を書くのみの形式に変更されたためヘッドホンは使用されなくなった。
ミステリーワードクイズ（2013年1月17日初登場）○
「たけやぶやけた」のように、上から読んでも下から読んでも同じ言葉となる文章をVTRとテロップをヒントに導き出す。
得点は200点からスタートし、最終的には-60点まで減り続ける。同番組で初めてマイナス得点が導入され、かつ『マジカル』に似たスキップ方式（正解者が出てもVTRを止めずワイプ画面で表示する）を実施したクイズである。
言葉の由来クイズ（2013年1月24日初登場）○ → 語源DEハテナ（2013年5月23日初登場）□
言葉が生まれたエピソードをヒントに形容詞や四字熟語を当てるクイズ。
得点は160点からスタート。
マジかるカルタ（2013年6月13日初登場）□
団体戦SPで初登場、語源DEハテナと似ているクイズ。慣用句や言葉の由来がカルタの読み札として出題され、指定されている正解の頭文字から始まる言葉を当てるクイズ。
得点は100点。5位のチームと4位のチームの代表1人が対戦し、勝った方が3位の代表と戦う・・・を続けていく勝ち抜き戦。5位のチームは最高400点の獲得のチャンスがあるが、1位のチームは1試合しか対戦しないので最高100点しか獲得できない。
有名人からの挑戦状（2013年1月31日初登場）□
『マジカル』にあった、「タレント早押しクイズ」と同じ内容のクイズ。出題役のタレントによるなぞなぞクイズ。
得点は160点からスタートする。この問題においても、『マジカル』にあったスキップ方式を実施している。開始当初は口頭で答える形式だったが、後に解答を書く形式に変更され、頭脳指数が固定された。
マジかるフレーズ（2013年1月31日初登場）○
『マジカル』にあった、「マジカルフレーズ 2つの意味」と同じ内容のクイズ。
2つの場面で使われている全く同じ音だが意味の異なる共通のフレーズを当てる。
得点は200点からスタート。
入れ替えクイズ（2013年1月31日初登場）○
AとBの2枚の写真を見比べて、どこの一部分が入れ替わっているかのを答える。
得点は最大240点からスタートする。
都道府県とんちクイズ（2013年2月14日初登場）□
子役の小林星蘭、君野夢真の寸劇を見て、どこの都道府県について言っているのかを答える。
得点は最大160点からスタートする。初回は口頭で答える形式だったが、後に解答を書く形式に変更され、頭脳指数が固定された。
絵文字DEハテナ（2013年2月21日初登場）□
VTRに映っているイラストや映像を見て、それが何なのかを答える。初登場からオープニングクイズで固定され、1回の放送で複数の問題が出題される（5問以上）。
得点は最大140点からスタートする。
くるくるワードハテナ（2013年2月21日初登場）○
『マジカル』にあった「早押し回転ワードクイズ」と同じ内容のクイズ。1番 - 12番の回転する文字としない文字をつなげて読むと何という文章になるかを答える。
得点は最大200点からスタートする。
あるなしクイズ（2013年2月28日初登場）□
『マジカル』にあった「あるなしクイズ」と同じ内容のクイズ。「ある」に共通するものを答える。
得点は最大200点からスタートする。
ミステリー劇場 〜探偵 桝太一耕助が事件の真相を暴く!〜（2013年1月17日初登場）□ →探偵!桝太一耕助 □
『マジカル』の「マジカルミステリー劇場」をアレンジしたクイズ。VTRを見て、犯人がどんなトリックを使ったのかを予想する。
得点は最大240点。
当初は書き問題だったが、2013年3月7日放送分より暗号を解く問題へと変わったことで居残り早押しクイズになった。
2013年5月23日放送分よりタイトルが探偵!桝太一耕助に変更。内容は変わらない。
へのへの漢字（2013年3月7日初登場）□
『へのへのもへじ』の漢字バージョン。漢字1文字をバラバラにして別の絵に見えるように配置してあり、元々何の漢字かを答える。これも1回の放送で複数の問題が出題される。
得点は最大140点。
一文字イメージ漢字（2013年6月27日初登場）□
ある言葉に対して漢字一文字で表すと何かを20歳から60歳の人にアンケートをとり、10位から発表していき、それをヒントにある言葉を当てる。
得点は最大200点からスタートする。
辞書うめ～る（2013年8月1日初登場）□
『広辞苑』で「大当たり」の次の項目が「大穴」であるように、たまたま関連のある言葉が連続しているところを取り上げ、前の言葉から後ろの言葉を当てる。
得点は最大140点。
くらべてハテナ（2013年8月8日初登場）□
4つの事柄や物がある法則で順に並んでいるのをヒントとしてその法則を当てる。
得点は最大100点。
マジかるナニ頭文字（2013年8月15日初登場）□
「ば、う、ひ」→「バスト、ウエスト、ヒップ」のように、同じまとまりの言葉の頭文字だけが示され、何であるか当てる。
得点は最大160点。

### 早押しクイズ
一般的な早押しクイズ。
視点切り替え!エラーを探せ（2012年9月23日初登場）→新エラーを探せ!（2013年2月21日初登場）
『マジカル』の「早押しエラーを探せ!」をアレンジしたクイズ。本家同様ラストクイズで固定されている。同じCGアニメを2種類の異なる視点・角度から映したVTRを見て、2つの視点で異なる箇所（エラー）を見つける。数回リピートした後はVTRがスローとなる。
正解した場合は、そのエラーの難易度に応じて得点を獲得（最高360点）。1度正解したらその時点で解答権を失う。
エラーの数は6個。
2013年2月21日放送分からは、視点切り替えでは難易度が高かったことを考慮し、視点が切り替わらず同じ映像が左右に出るようになり、どのエラーも得点が同じになった上、VTRをリピートするに連れて得点が低くなる形式に変わった（ただし2013年3月7日放送分ではリピートしても得点は変わらず）。またVTRが複数のカットで構成され、スロー映像が出ないことで動体視力を要求されるようになった。
2013年5月16日放送分からは、7つのエラーになり、正解すると200点獲得。正解しても解答権はなくならないので、最大1400点獲得できる大逆転コーナーになった。ただし、間違えるとマイナス200点になるルールも追加された。
2013年6月13日の団体戦SPでは1回の放送で2問出題された。なお、1問目は『エラーを探せ!』では4つのエラーしかなく、居残り早押しクイズの形式で出題(正解したら解答権を失う)。2問目は『ウルトラエラーを探せ!』というタイトルで内容は2013年5月16日からのルールと同じ（正解しても解答権を失わない)。
2013年6月27日放送分からは最初にエラーを見つけた人にさらに1抜けボーナス50点が加わった。名前は1抜けとなっているが解答権はなくならず、引き続き答えることができる。
当初からエラーの中の1つが蛍原徹に関わるもの、というのが恒例だったが、2013年7月25日放送分から「おかっぱチャンス」となり、それを見つけるとボーナス50点というルールが追加された。
2013年8月1日放送分からは司会の裁量により、難易度が高すぎると判断されたエラーについては問題の途中から頭脳指数が変更されるようになった（頭脳指数200から250や300に変更）。また、1位抜けボーナスが無くなった。
2013年8月15日の放送でも1回の放送で2問出題され、1問目は居残り早押しクイズの形式で出題された。
マジかるツッコミ（2012年9月23日初登場）
日常の一場面を映したVTRの中にある、不自然な部分を指摘してツッコむ。
誰かが早押しで解答権を得たら、VTRは一旦停止。解答権を得たパネラーは、モニターを丸で囲んでどこが不自然な部分かを指摘、「○○かっ!」とツッコむ形で答える。
正解した場合は、その部分の難易度に応じて得点を獲得（回によって最高得点が200 - 240点と変わる）。1度正解したらその時点で解答権を失う。
パイロット版やレギュラー版の初回は正解は6個だった。レギュラー版の2回目以降は余分に正解を用意しているため全員得点できるが、その分得点も20点から最高点まで20点刻みで設定されている。
ちょい足しイラスト（2012年11月8日初登場）
指定された図形に棒線を1本足して違う意味となるイラストを作る。早押しで解答権を得た後にイラストを描いて発表する。
1つ正解につき100点獲得。1度正解しても解答権を失わず、何度でも解答できる。
有名人スロット誰だろな?（2012年11月8日初登場）
額より上・左目・右目・鼻・口・顎の6ヶ所に分かれて6人の芸能人のパーツが合わさったものが次々と切り替わって表示される。解答者は芸能人のうち1人を答える。
得点は100点。1度正解したらその時点で解答権を失う。使われている6人全員の答えが出た時点で終了。
マジかるミラー（2013年6月13日初登場）
万華鏡を通して何を見ているかを当てる。
初登場時は団体戦SPのオープニングクイズとして登場。1チームが正解した時点でその問題は終了。得点は40点。
2013年7月25日放送分でもオープニングクイズとして登場。1人が正解した時点でその問題は終了し、正解した解答者は以降のマジかるミラー問題へ参加できない（居残り早押しにおける「○抜け」に相当）。得点は1問60点、問題数は6問。よって7人の回答者のうち誰か1人は得点を獲得できないまま終了（「脱落」扱い）となる。
2013年8月1日放送分からは選抜された解答者同士での対決形式に変更。2組もしくは3組での対戦で、正解した解答者以外は得点が加算されない。
2013年8月8日放送分からは3組での対戦の場合、正解できなかった2組でもう1問クイズをおこなった。

### リズム系クイズ
リズムに乗って答えていく形式のクイズ。
マジかるジョーダン（2012年9月23日初登場）
1人ずつ順番に、男性パネラーは男言葉で示されたギャグ・フレーズを女言葉に、女性パネラーは女言葉で示されたギャグ・フレーズを男言葉に、リズムに合わせて変換する。
得点は120点。
マジかるホメて!（2012年9月23日初登場）
1人ずつ順番に、お題の商品の利点やメリットを、リズムに合わせて褒めていく。
1解答ごとにお題の商品を製造・販売しているメーカーの社員が判定する。
得点は80点。素晴らしい解答をした場合は160点獲得。
ひと文字プラス（2012年10月25日初登場）
1人ずつ順番にリズムに乗って、ある言葉に一文字足して全く意味が違う言葉にする。但し、漢字では1文字でも漢字が分からず代わりにひらがなで2文字以上足した場合は不正解となる。
得点は80点。
マジかるバナナ（2012年10月25日初登場）
先代の『マジカル』でも行われていた名物クイズ。
「○○といったら△△」というように、前の解答者の発言から連想される言葉を4拍子のリズムに乗って言い続ける。
最後まで勝ち残った解答者は300点獲得。
マジかるノットアンサー（2012年11月8日初登場）
リズムに乗って、前の人の質問には答えず、前の前の人の質問に答えていく。
詰まったり間違えた場合はこれまでの獲得した得点から40点減点。それ以外の人は得点加算。

### それ以外のクイズ
誰でも知ってる昔話わかるかナ（2012年9月23日初登場）
昔話のある1場面が、物語の展開を示した4枚の絵のどこの間に入るのかをストーリーと説明しながら解答する。
得点は180点。
有名なやつ ハイポーズ（2012年11月8日初登場）
有名な銅像やイラストの隠されている部分を実際に身体を使って表現する。
得点は200点。
スピードシャウト→マジかるシャウト（2013年1月17日初登場）
『マジカル』の「マジカルシャウト」における「映像シャウト」をアレンジしたクイズ。VTRを見て、答えが分かったら大声でシャウトする。本家と同じくひっかけ問題もある。
得点は1問正解ごとに100点が加算される。不正解でもペナルティーはない。当初は最初に答えた人が不正解の場合、誰にも得点が入らなかったが、2013年2月28日放送分より、正解を言った人の中で最も早く答えた人に得点が入るようになった。
パネラーは4組と3組に分かれて問題に挑戦する。
2013年1月31日放送分より、「超インスピシャウト」の問題も出題されるようになった。
2013年2月28日放送分より、似たもの3択の問題や、ハテナオリジナルのなぞなぞシャウトも出題されるようになった。
2013年6月13日の団体戦SP放送分では『シャウトDEサバイバル』というタイトルで、各チームから1人が挑戦し、正解したら勝ち抜け、全員が勝ち抜けたら1位、次に勝ち抜けたチーム2位というルールだった。なお、最初にシャウトした人が不正解の場合は1回休み。
2013年7月12日放送分からは本家に則った「マジかるシャウト」へと改題。4組と3組に分かれ、誰かが3問正解で終了。勝利したパネラーにはボーナス50点が入る。おてつきは1回休み。出題される問題は「穴埋めシャウト」「似たもの三択」「芸能人なぞなぞシャウト」（似たもの三択形式の問題だが、選択肢は全て芸能人の名前になっている）の3種類。それ以外のいわゆる通常問題は出題されない。
生活の困りごと助けマス!（2013年1月24日初登場）
普段の生活で困った出来事を道具などを使わずに解決する方法を当てる早押し実演クイズ。
得点は最大180点。
アイディアチョイス（2013年2月14日初登場）
アイディアにまつわる問題を聞いて答えがAとBどちらになるのかを答える。
正解すると100点獲得。
わカラーないパズル→パーツDEハテナ マジかるパズル（2013年6月13日初登場）
誰もが知っている物のある1色のみ表示され、その色と形から正解を当てるクイズ。初登場時は成績不振チームの中で誰が一番石頭なのかを決定するクイズで登場した。2013年6月27日放送分では書き問題として出題され、得点は最高140点。問題によっては1色での時点で正解できなかった人だけでもう1色加えて(頭脳指数は下がる)クイズを続ける。
2013年7月25日放送分より「パーツDEハテナ マジかるパズル」へとマイナーチェンジ。表示される物が正解に含まれる1色から、正解の一部分へと変更された。形式は早書き式の居残り早押しクイズだが、通常の問題とは異なり得点を獲得できる人数は3抜けまで。3人目が正解した時点でその問題は打ち切りとなる。得点は一律80点。
2013年8月8日放送分は書き問題として出題された。

## ネット局
| 放送対象地域   | 放送局                                          | 系列                           | 放送曜日・時間       |
| -------------- | ----------------------------------------------- | ------------------------------ | -------------------- |
| 関東広域圏     | 日本テレビ（NTV） 『快脳!マジかるハテナ』制作局 | 日本テレビ系列                 | 木曜日 19:00 - 19:56 |
| 北海道         | 札幌テレビ（STV）                               | 日本テレビ系列                 | 木曜日 19:00 - 19:56 |
| 青森県         | 青森放送（RAB）                                 | 日本テレビ系列                 | 木曜日 19:00 - 19:56 |
| 岩手県         | テレビ岩手（TVI）                               | 日本テレビ系列                 | 木曜日 19:00 - 19:56 |
| 宮城県         | ミヤギテレビ（MMT）                             | 日本テレビ系列                 | 木曜日 19:00 - 19:56 |
| 秋田県         | 秋田放送（ABS）                                 | 日本テレビ系列                 | 木曜日 19:00 - 19:56 |
| 山形県         | 山形放送（YBC）                                 | 日本テレビ系列                 | 木曜日 19:00 - 19:56 |
| 福島県         | 福島中央テレビ（FCT）                           | 日本テレビ系列                 | 木曜日 19:00 - 19:56 |
| 山梨県         | 山梨放送（YBS）                                 | 日本テレビ系列                 | 木曜日 19:00 - 19:56 |
| 新潟県         | テレビ新潟（TeNY）                              | 日本テレビ系列                 | 木曜日 19:00 - 19:56 |
| 長野県         | テレビ信州（TSB）                               | 日本テレビ系列                 | 木曜日 19:00 - 19:56 |
| 静岡県         | 静岡第一テレビ（SDT）                           | 日本テレビ系列                 | 木曜日 19:00 - 19:56 |
| 富山県         | 北日本放送（KNB）                               | 日本テレビ系列                 | 木曜日 19:00 - 19:56 |
| 石川県         | テレビ金沢（KTK）                               | 日本テレビ系列                 | 木曜日 19:00 - 19:56 |
| 福井県         | 福井放送（FBC）                                 | 日本テレビ系列／テレビ朝日系列 | 木曜日 19:00 - 19:56 |
| 中京広域圏     | 中京テレビ（CTV）                               | 日本テレビ系列                 | 木曜日 19:00 - 19:56 |
| 近畿広域圏     | 読売テレビ（ytv）                               | 日本テレビ系列                 | 木曜日 19:00 - 19:56 |
| 鳥取県・島根県 | 日本海テレビ（NKT）                             | 日本テレビ系列                 | 木曜日 19:00 - 19:56 |
| 広島県         | 広島テレビ（HTV）                               | 日本テレビ系列                 | 木曜日 19:00 - 19:56 |
| 山口県         | 山口放送（KRY）                                 | 日本テレビ系列                 | 木曜日 19:00 - 19:56 |
| 徳島県         | 四国放送（JRT）                                 | 日本テレビ系列                 | 木曜日 19:00 - 19:56 |
| 香川県・岡山県 | 西日本放送（RNC）                               | 日本テレビ系列                 | 木曜日 19:00 - 19:56 |
| 愛媛県         | 南海放送（RNB）                                 | 日本テレビ系列                 | 木曜日 19:00 - 19:56 |
| 高知県         | 高知放送（RKC）                                 | 日本テレビ系列                 | 木曜日 19:00 - 19:56 |
| 福岡県         | 福岡放送（FBS）                                 | 日本テレビ系列                 | 木曜日 19:00 - 19:56 |
| 長崎県         | 長崎国際テレビ（NIB）                           | 日本テレビ系列                 | 木曜日 19:00 - 19:56 |
| 熊本県         | くまもと県民テレビ（KKT）                       | 日本テレビ系列                 | 木曜日 19:00 - 19:56 |
| 鹿児島県       | 鹿児島読売テレビ（KYT）                         | 日本テレビ系列                 | 木曜日 19:00 - 19:56 |
| 沖縄県         | 沖縄テレビ（OTV）                               | フジテレビ系列                 | 水曜日 24:43 - 25:43 |

## スタッフ
- 演出：小江翼
- 構成：村上卓史、日髙大介、島津秀泰、永井孝裕、戸田倫彰、河口ワタル/天野慎也、桝本壮志
- ナレーション：垂木勉、和優希、上田まりえ（日本テレビアナウンサー）
- TM：木村博靖
- SW：松嶋賢一、望月達史
- CAM：中村哲也
- MIX：今野健
- VE：牛山敏彦
- LD：宮田千尋
- モニター：太田和明
- 技術協力：NiTRO、ヌーベルバーグ、インターナショナルクリエイティブ
- 美術：山本澄子
- デザイン：本田恵子
- 美術協力：日テレアート
- EED：宮島洋介、加藤裕也（麻布プラザ）
- MA：熊井明子（麻布プラザ）
- 音効：北澤寛之（リノバティオ）
- 音楽：宇佐美十章
- リサーチ：今井紳介
- 編成：森俊憲
- 宣伝：明比雪
- 営業：中山大輔
- MDC：宇佐美理、清水大輔、原浩生
- デスク：高桑繭子
- TK：春日千佳子
- 制作進行：高橋雅樹
- AD：佐野哲也、新行内隼人、田中英之、市野貴也、高田宗徳、宮本瞳、長谷部敏史
- AP：山脇瞳、城美幸、城下直子
- ディレクター：川名良和、土屋正和、那須太輔、小田玲奈、田辺昌邦、遠山広、牛込剛、津留正宏、櫛山慶、藤井良記、柳瀬寿明、仲澤勉、小川大輔
- プロデューサー：國谷茉莉、瀬戸口正克/藤井則子、佐藤理恵、佐藤悌、松島美由紀
- チーフプロデューサー：福田博之
- 制作協力：ZION、てっぱん、AX-ON
- 製作著作：日本テレビ

### 過去のスタッフ
- 構成：上野耕平、武洋行、楠田信行、小関雅志
- VE：佐藤大心
- 編成：池田潔美、植野浩之、渡瀬慶吾
- 制作進行：松山純子、斉藤陽子
- ディレクター：島袋みさと
- プロデューサー：小澤太郎
- チーフプロデューサー：面高直子

## 備考
- 2013年1月17日放送分は『ぐるぐるナインティナイン』とのコラボレーションを実施した。岡村隆史（ナインティナイン）が宮迫の代理で司会を務め、羽鳥慎一も解答者として出演した。
- 2013年1月20日放送の『ダウンタウンのガキの使いやあらへんで!!』では当番組のパロディ企画『マジかるハマダ』が放送され、セットもそのままで雨上がり決死隊も出演した。
- パネラー席の衝立は番組終了後、1億人の大質問!?笑ってコラえてにてスペシャルゲストクイズのセットの一部として使用されている。